# Danseuse entendant jouer de l'orgue dans une cathédrale gothique
Danseuse entendant jouer de l'orgue dans une cathédrale gothique est un tableau réalisé par le peintre espagnol Joan Miró le 26 mai 1945. Cette huile sur toile est conservée au musée d'Art de Fukuoka, au Japon.